# Besöket (1964)
Besöket (engelska: The Visit) är en film från 1964 i regi av Bernhard Wicki, med Ingrid Bergman och Anthony Quinn i huvudrollerna. Filmen bygger löst på pjäsen Besök av en gammal dam av Friedrich Dürrenmatt och är en amerikansk-fransk-italiensk-västtysk samproduktion. Filmen hade världspremiär i Finland den 11 september 1964. Den svenska premiären var den 19 oktober 1964.

## Handling
Tonåringen Karla tvingas lämna sin hemstad när hon får barn med Serge som vägrar gifta sig med henne. När hon återvänder är hon multimiljonär och staden rullar ut den röda mattan för henne och förväntar sig stora saker, men hennes avsikt med besöket är att döda Serge.

## Rollista
- Ingrid Bergman - Karla Zachanassian
- Anthony Quinn - Serge Miller
- Irina Demick - Anya
- Paolo Stoppa - doktor
- Hans Christian Blech - Kapten Dobrik
- Romolo Valli - målare
- Valentina Cortese - Mathilda Miller
- Claude Dauphin - Bardick
- Eduardo Ciannelli - värdshusvärd
- Marco Guglielmi
- Gustavo De Nardo - stins
- Jacques Dufilho - Fisch
- Lelio Luttazzi - dagdrivare
- Dante Maggio - Cadek
- Tiberio Mitri - idrottsman
- Richard Münch - lärare
- Renzo Palmer - konduktör
- Ernst Schröder - borgmästare
- Leonard Steckel - präst
- Fausto Tozzi - Darvis